# Epicephala pyrrhogastra
Epicephala pyrrhogastra är en fjärilsart som beskrevs av Edward Meyrick 1908. Epicephala pyrrhogastra ingår i släktet Epicephala och familjen styltmalar.
Artens utbredningsområde är:
- Namibia.
- Zimbabwe.

Inga underarter finns listade i Catalogue of Life.